# Catherine Eddowes
Catherine Eddowes (14 de abril de 1842 – 30 de setembro de 1888) é a quarta das cinco vítimas, geralmente, atribuídas ao assassino em série apelidado de Jack, o Estripador. Seu corpo foi encontrado no canto sudoeste da Praça Mitre, na Cidade de Londres, a oeste dos limites de Whitechapel.
Eddowes foi assassinada nas primeiras horas de domingo, 30 de setembro, na Cidade de Londres. Ela foi a segunda mulher morta em uma hora; a noite já havia testemunhado o assassinato de Elizabeth Stride sob a jurisdição da Polícia Metropolitana. Esses dois assassinatos são comumente chamados de "evento duplo"; um termo que se origina do conteúdo do cartão-postal "Saucy Jacky" recebido na Central News Agency em 1º de outubro.
Uma parte de um rim humano esquerdo, acompanhada de uma carta endereçada "Do Inferno" e com carimbo postal de 15 de outubro, foi posteriormente enviada ao presidente do Comitê de Vigilância de Whitechapel, George Lusk. O autor desta carta alegou que a seção do rim era de Eddowes, cujo rim esquerdo havia sido removido, e que ele havia frito e comido a outra metade. A maioria dos especialistas, no entanto, não acredita que este rim realmente tenha se originado do corpo de Eddowes.

## A noite do crime e morte
Catherine Eddowes foi assassinada na noite de 30 de setembro de 1888, na Praça Mitre, entre 1h30 e 1h45 da madrugada. Ela foi vista pela última vez por Joseph Lawende, um representante comercial a caminho de casa com os amigos. Ele viu Eddowes conversando com um homem na entrada da Praça Mitre: é provável que ele seja o homem que melhor distingue os traços de Jack, o Estripador. Infelizmente, o seu testemunho, é claro, não fez a investigação avançar.
O corpo de Catherine Eddowes foi descoberto a 1h45 da madrugada por um policial chamado Watkins, em um dos lados do lugar, contra uma cerca com vista para trás de um edifício. Catherine Eddowes tinha sido terrivelmente mutilada, o rosto cheio de cortes, o abdômen aberto e os órgãos extraídos e depositados perto do rosto. Um de seus rins haviam sido levado por seu assassino.

## Investigação
De todos os assassinatos atribuídos a Jack, o Estripador, Catherine Eddowes é o único cometido fora da jurisdição da Polícia Metropolitana de Londres (Scotland Yard): na verdade, a Praça Mitre está situada no distrito de Aldgate, sujeito à autoridade da Polícia de Londres.
Durante a investigação, nos minutos que se seguiram a descoberta do corpo de Catherine Eddowes, a polícia descobriu um fragmento do avental da vítima, sob um alpendre, na Rua Goulston, uma rua perto da Praça do Mitre. Com vestígios de sangue, e o avental, sem dúvida, serviu para que o assassino se limpasse após o massacre da Praça Mitre. 

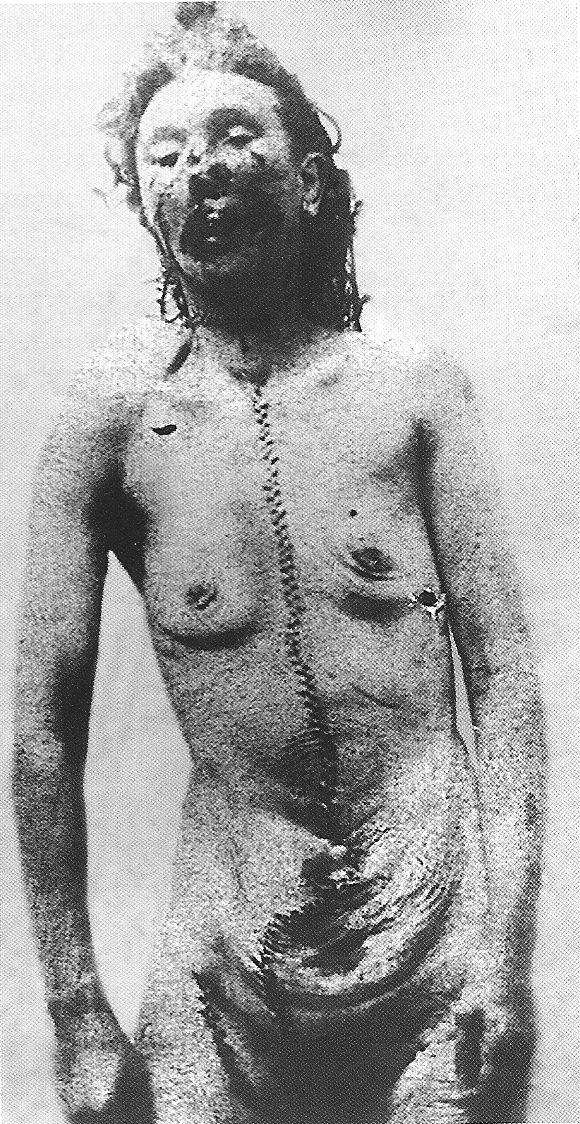
O corpo de Catherine Eddowes após os exames post-mortem

## Ficção
No livro Retour à Whitechapel, Michel Moatti (2013) um capítulo é dedicado a última noite, e o assassinato de Catherine Eddowes, a partir de informação biográfica e testemunho da época.